# بوب بليك
بوب بليك (بالإنجليزية: Bob Blake)‏ هو لاعب كرة قاعدة أمريكي، ولد في 16 أغسطس 1914 في آشلاند في الولايات المتحدة، وتوفي في 26 نوفمبر 2008.

## وصلات خارجية
- بوب بليك على موقع دوري الهوكي الوطني (الإنجليزية)
- بوب بليك على موقع قاعة مشاهير الهوكي (لاعب أن.إتش.أل) (الإنجليزية)
- بوب بليك على موقع EliteProspects.com (الإنجليزية)
- بوب بليك على موقع HockeyDB.com (الإنجليزية)
- بوب بليك على موقع Hockey-Reference.com (الإنجليزية)